# Pedro Manuel Berges Soriano
Pedro Manuel Berges Soriano (n. Santa Eulalia del Campo, provincia de Teruel, 11 de abril de 1934) es un arqueólogo e historiador español, conservador y director de distintos Museos a lo largo de su carrera profesional.

## Biografía
Nacido en Santa Eulalia del Campo en la provincia de Teruel, la trayectoria profesional de Pedro Manuel Berges Soriano estuvo marcada por su decisión de estudiar Historia, la rama entonces más afín para aquellos que pensaban en actividades relacionadas con la práctica artística. 
Con este objetivo se traslada a Madrid en 1956. Su interés por la práctica del dibujo y la pintura le llevan a las salas del Museo del Prado, donde copia las obras maestras de los grandes pintores antiguos. Pero pronto deja la práctica artística por la investigación.
En la Universidad se interesa especialmente por la Arqueología y la Prehistoria, especialidades que por aquel entonces impartían profesores tan importantes para la Arqueología española como Martín Almagro Basch, Antonio García y Bellido o Antonio Blanco Freijeiro... Los últimos años de la carrera estudia en el recién creado Instituto de Prehistoria, ubicado en el Museo Arqueológico Nacional, dirigido entonces por Joaquín María de Navascués.
Al finalizar la licenciatura, en 1959, es nombrado profesor ayudante de clases prácticas de la cátedra de Historia Primitiva del Hombre (Prehistoria) en la Facultad de Filosofía y Letras de Madrid.
Con sus estudios de doctorado, sobre Ampurias, comienza una estrecha relación con el mundo de los museos, primero en el Museo Monográfico de Ampurias -que dirigía desde Madrid, Almagro Basch y donde consigue un contrato como conservador auxiliar-, y después en el Museo Provincial de Barcelona, donde fue contratado por su entonces director, el Dr. Eduardo Ripoll Perelló, en 1964. En 1967 ingresó en el Cuerpo Facultativo de Museos.
En 1967, tras superar la oposición, fue nombrado director del Museo Arqueológico Provincial de Tarragona. Desde ese puesto, desarrolló una importante labor de investigación en un momento especialmente crucial en las excavaciones de la antigua ciudad romana de Tarraco.
En 1978 decidió abandonar Cataluña y, tras un breve paso por la dirección del Museo de Murcia, fue nombrado Jefe de Servicio de Gestión de Museos Estatales y Secretario General del Patronato Nacional de Museos, en el recién creado Ministerio de Cultura, en Madrid.
Tras su paso por la Subdirección de Museos Estatales fue nombrado director del Museo del Pueblo Español, cargo que ocupó de 1984 a 2002.
En 1994, se crea el Museo Nacional de Antropología con los fondos del Museo del Pueblo Español y del Museo Nacional de Etnología, idea, quizás acertada, de Andrés Carretero, subdirector de Museos Estatales, de José María Luzón Nogué, que era el director general de Bellas Artes, y de Jordi Solé Tura, ministro de Cultura.
Entre otros cargos, Pedro Manuel Berges ha sido miembro de número del Instituto Ramón Berenguer IV; miembro del consejo de redacción del Boletín Arqueológico de la RSA Tarraconense; miembro del Instituto Arqueológico Alemán (DAI); miembro del Instituto Internacional de Estudios Ligures; colaborador del Instituto Español de Prehistoria del CSIC; vicepresidente del ANABAD y vocal del ICOM en España. Encomienda de Alfonso X el Sabio, el 17 de junio de 2003, en reconocimiento a toda una vida dedicada a los museos.